# UFC on Fuel TV 2
UFC on Fuel TV 2: Gustafsson vs. Silva（ユーエフシー・オン・フューエル・ティービー・ツー：グスタフソン・バーサス・シウバ）は、アメリカ合衆国の総合格闘技団体「UFC」の大会の一つ。2012年4月14日、スウェーデン・ストックホルム県ストックホルムのエリクソン・グローブ・アリーナで開催された。

## 大会概要
UFC初のスウェーデン開催となった本大会ではアレクサンダー・グスタフソンとチアゴ・シウバによるライトヘビー級ワンマッチが組まれた。
修斗世界ライトヘビー王者シアー・バハドゥルザダ、Superior Challengeライト級王者レザ・マダディ、キャリア7戦全勝のROCヘビー級・ライトヘビー級王者トム・デブラス、6戦全勝のヨイスランディ・イスクイエルド、ベサム・ヨウセフがUFCデビュー。

### カード変更
負傷などによるカードの変更は以下の通り。
- アキラ・コラサニ → エリック・ワイズリー（第1試合）

- ユルゲン・クルト → トム・デブラス（第5試合）

- ロス・ピアソン → ディエゴ・ヌネス（第9試合）

- アントニオ・ホジェリオ・ノゲイラ → チアゴ・シウバ（第12試合）

## 試合結果

### プレリミナリーカード
第1試合 フェザー級ワンマッチ 5分3R
○  ジェイソン・ヤング vs.  エリック・ワイズリー ×
3R終了 判定3-0（30-28、29-28、29-28）
第2試合 ウェルター級ワンマッチ 5分3R
○  シメオン・ソーレンセン vs.  ベサム・ヨウセフ ×
2R 2:36 リアネイキドチョーク
第3試合 ライト級ワンマッチ 5分3R
○  レザ・マダディ vs.  ヨイスランディ・イスクイエルド ×
2R 1:28 ギロチンチョーク
第4試合 ミドル級ワンマッチ 5分3R
○  フランシス・カーモント vs.  マグナス・セデンブラド ×
2R 1:42 リアネイキドチョーク
第5試合 ライトヘビー級ワンマッチ 5分3R
○  シリル・ディアバテ vs.  トム・デブラス ×
3R終了 判定2-0（29-28、29-28、28-28）
第6試合 ウェルター級ワンマッチ 5分3R
○  ジェームス・ヘッド vs.  パピー・アビディ ×
1R 4:33 リアネイキドチョーク

### メインカード
第7試合 バンタム級ワンマッチ 5分3R
○  ブラッド・ピケット vs.  ダマッシオ・ペイジ ×
2R 4:05 リアネイキドチョーク
第8試合 ウェルター級ワンマッチ 5分3R
○  ジョン・マグワイア vs.  ダマルケス・ジョンソン ×
2R 4:40 腕ひしぎ十字固め
第9試合 フェザー級ワンマッチ 5分3R
○  デニス・シヴァー vs.  ディエゴ・ヌネス ×
3R終了 判定3-0（29-28、29-28、29-28）
第10試合 ウェルター級ワンマッチ 5分3R
○  シアー・バハドゥルザダ vs.  パウロ・チアゴ ×
1R 0:42 KO（右フック）
第11試合 ミドル級ワンマッチ 5分3R
○  ブライアン・スタン vs.  アレッシオ・サカラ ×
1R 2:26 KO（パウンド）
第12試合 ライトヘビー級ワンマッチ 5分3R
○  アレクサンダー・グスタフソン vs.  チアゴ・シウバ ×
3R終了 判定3-0（30-27、30-27、29-28）

### 各賞
ファイト・オブ・ザ・ナイト： ブラッド・ピケット vs. ダマッシオ・ペイジ
ノックアウト・オブ・ザ・ナイト： シアー・バハドゥルザダ
サブミッション・オブ・ザ・ナイト： ジョン・マグワイア
各選手にはボーナスとして50,000ドルが支給された。